# Livré

Galalivré för betjänt. Svart frack och gul väst i ylle samt svarta knäbyxor i sammet. Knapparna bär det hallwylska vapnet. Hallwylska museet

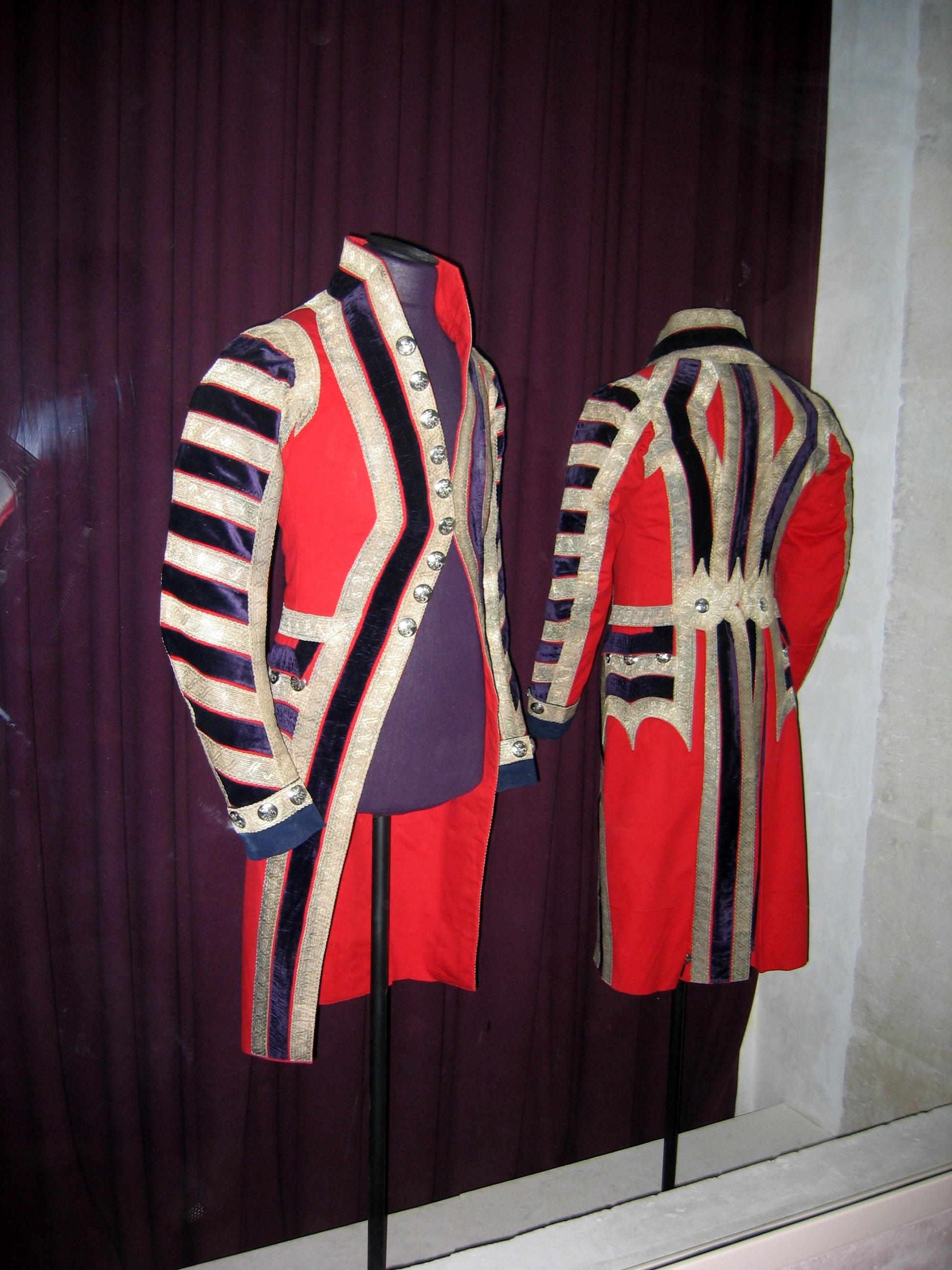
Livré burna av uppassare hos den Franska Drottningen på lustslottet Petit Trianon

Livré är en dräkt som arbetsgivare tilldelat en anställd att bära i arbetet som tjänstedräkt. Dräkten förekommer som arbetskläder/uniform för personer som arbetar exempelvis som betjänt eller piccolo.
Livréet kan vara utformat på olika sätt beroende på vilket arbete som skall utföras. Ofta efterliknar det i sitt utseende äldre stilideal, exempelvis 1700-talets uniformer, även om det i realiteten ofta är formgivet så att det är praktiskt att ha på sig för det arbete som skall utföras.

## Livréfärger
I äldre tider var det vanligt att länder och mäktiga familjer hade livréer i särskilda färger som alltid var desamma. Dessa kom då att kallas livréfärger. Livréfärgerna var inte nödvändigtvis samma färger som vapenfärgerna eller fanfärgerna, även om begreppet livréfärger inom heraldiken understundom används som term för ett vapens huvudtinkturer.
På engelska används än idag ofta uttrycket livery för att beskriva de färger eller det färgschema som till exempel ett visst företag eller ett visst idrottslag använder sig av.